# Calystegia soldanella
Calystegia soldanella là một loài thực vật có hoa trong họ Bìm bìm. Loài này được (L.) R. Br. mô tả khoa học đầu tiên năm 1810.

## Hình ảnh

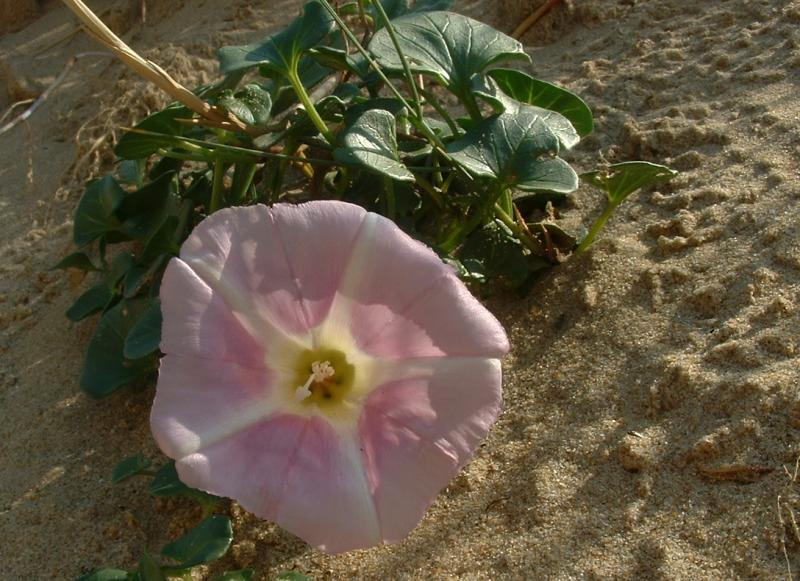
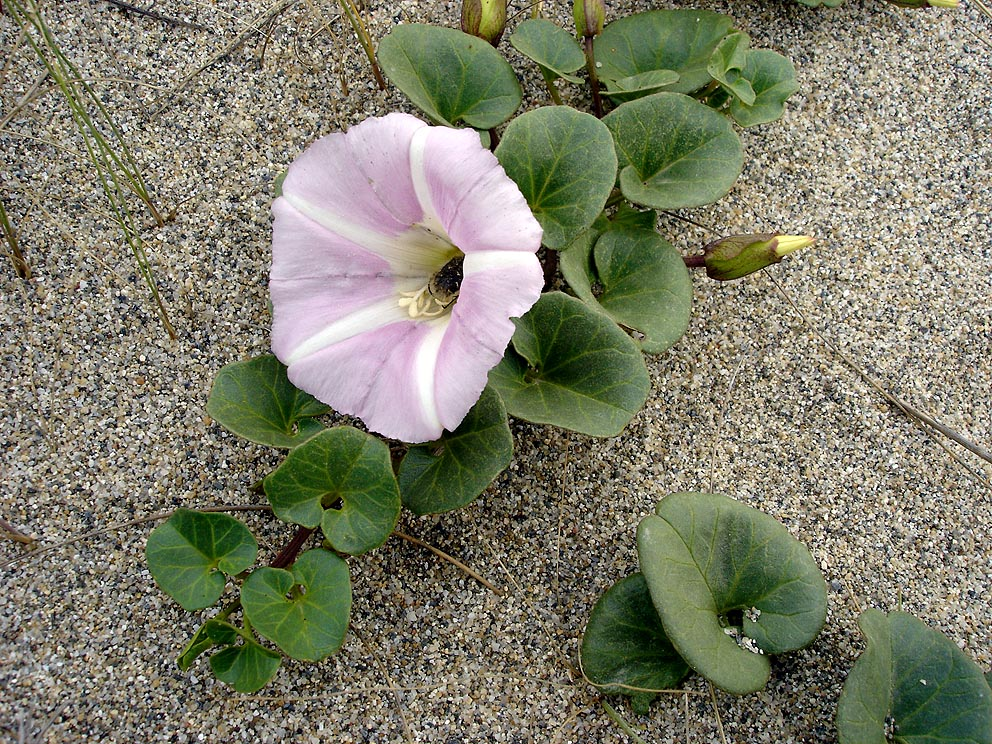
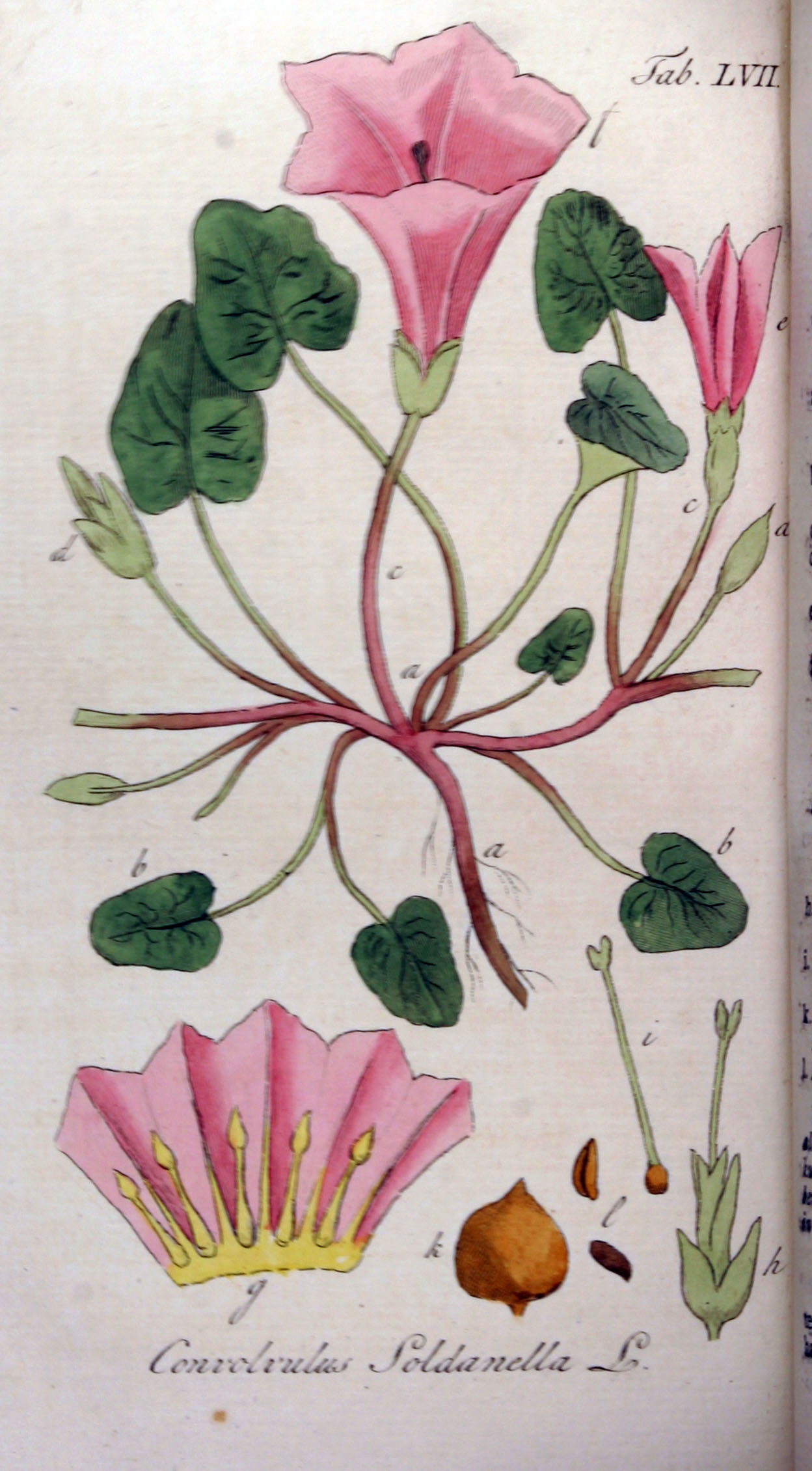
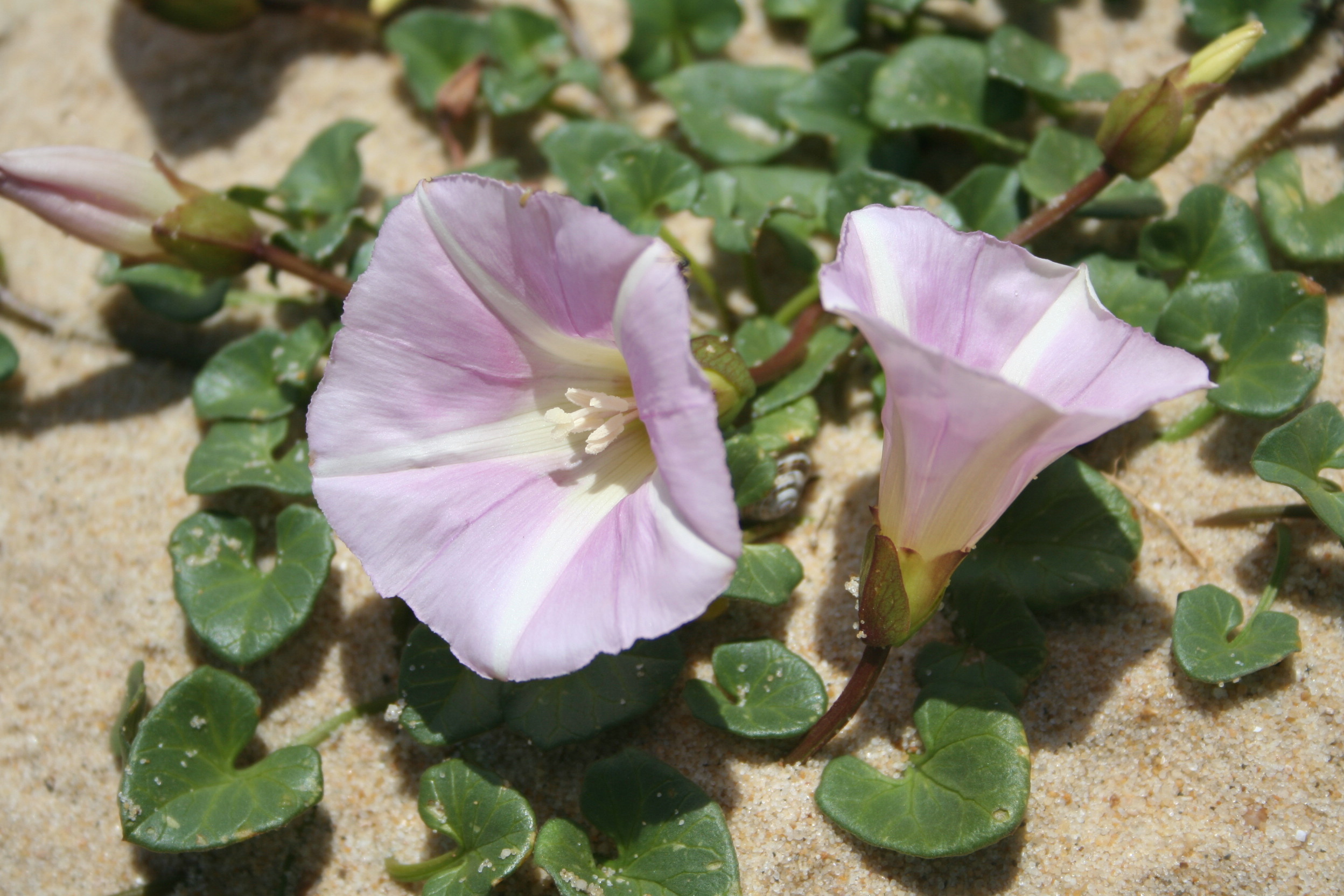